# Bruten svenska
Bruten svenska är svenska med brytning, det vill säga transfer från modersmålet till målspråket. Ungdomsspråk som "förortssvenska" är inte bruten svenska utan snarare sociolekter. 

## Generellt om uttalsavvikelser
De uttalsavvikelser som mest försvårar förståelsen av bruten svenska är felplacerad huvudbetoning i ord, felaktig satsrytm, ord uttalade med fel antal stavelser, problem att realisera konsonantkluster, felaktig satsaccent, felaktig vokalkvantitet och avvikelser från de flesta vokalkvaliteterna. Det finns en rad uttalsavvikelser som är vanliga i bruten svenska och uppträder hos talare med flera olika modersmål. Här följer några av de vanligaste.

### Prosodiska uttalsavvikelser
Personer som talar bruten svenska har ofta brister i betoningen; vanliga fel är att stavelserna blir för jämna eller att betoningen placeras fel i ordet.

### Konsonanter
De fyra viktigaste feltyperna när det gäller uttalet av konsonanter är att ett e-ljud skjuts in före /s/ följt av annan konsonant (eskola), att vokaler skjuts in mellan konsonanter (felicka), att konsonanter i konsonantkluster faller bort samt att nasaler följda av klusiler mitt i ord flyter ihop (assimilation). Tonlösa obstruenter blir ofta tonande när de följa av en tonande obstruent (stämstonsassimilation). Finala konsonanter har en tendens att bli tonlösa. Ett vanligt fenomen hos personer med asiatiska och afrikanska modersmål är att talaren inte gör skillnad på l och r. Tje- och ng-ljuden kan vara svåra att uttala personer med annat modersmål än svenska. Många språk saknar [h], inlärare som har sådana språk som modersmål ersätter ofta h-ljudet med andra ljud, ofta ett [x], eller utelämnar det helt.

### Vokaler
Svenskan har nio vokalfonem som kan uttalas på mer än tjugo sätt, det innebär att svenskan har många vokalljud i jämförelse med andra språk. De rundade vokalerna /y/, /u/ och /ö/ är relativt ovanliga i världens språk och kan därför ofta skapa problem för den som vill lära sig svenska. Många inlärare har även svårigheter med distinktionen mellan långa /a/ och /å/. Svårigheter att uttala lång och kort vokal är relativt vanliga; ofta uttalas en betonad vokal som ett mellanting mellan lång och kort. Klangfärgen hos långa /e/ och /o/ kan vålla problem för många inlärare. Ett annat återkommande problem är att vokaler innan nasala konsonanter nasaleras. Vokalers kvalitet ändras ofta mot vokalmummel.

## Grammatik och syntax
Vanliga svårigheter rent grammatiskt innefattar V2-ordföljd (d.v.s. att ordföljden ändras i bisatser), genus, stark eller oregelbunden böjning av ord, samt korrekt användning av olika prepositioner, i synnerhet i abstrakta sammanhang.

## Uttalsavvikelser hos olika modersmål

### Arabiska
Obetonat [ɛ] och [a] i sista stavelsen har en tendens att falla bort, till exempel "kaff(e)" och "seg(e)l". Vokalinskott är vanliga, till exempel esteg och fönestret. Stämtonsassimilation förekommer som i "be[z]viken" och "ve[d] du". Aspirerade klusiler blir oaspirerade.

### Engelska
Skillnaden mellan lång och kort vokal har en tendens att minska, långa konsonanter har en tendens att bli korta. Vokaler brukar nasaleras. "Internationella" ord som är lika i svenska och engelska uttalas ofta på engelska. Obetonat [ɛ] och [a] i sista stavelsen har en tendens att falla bort, till exempel väd(e)r och gamm(a)l. I initiala och finala konsonantkluster kan det ske konsonantbortfall, till exempel (k)nä. Ibland förekommer intrusive r (ett [ɹ] infogas emellan vokaler, som i "the idea[ɹ] of it"). I engelskan brukar vokaler förlängas markant innan tonande konsonant, detta mönster brukar engelsktalande ta med sig när de talar svenska. Ett annat drag som ofta tas med från engelskan är reduktionen av obetonade vokaler.

### Finska
Svenska med finsk brytning ska inte sammanblandas med finlandssvenskan, även om finnars uttal av svenska kan vara influerat av finlandssvenskars svenska. Betoningen har en tendens att hamna i ordens första stavelse. Vid finsk brytning byts u-ljud ofta ut mot o eller y, och svårigheter finns att uttala y-ljud och ö-ljud. Tje-ljud och sje-ljud flyter ihop eller uttalas som s-ljud. Vid finsk brytning byts det långa a-ljudet [ɑː] ut mot det korta. Viskning förekommer, framförallt före paus. Initiala klusiler (explosiva konsonantljud) före betonad vokal har en tendens att tappa sin aspiration. Tonande klusiler har en tendens att bli tonlösa, exempelvis blir g-ljud ett k-ljud utan aspiration (glass/klass blir samma ord). Problem att realisera initiala konsonantkluster är vanliga, till exempel "(k)läder", "(s)mör", "(sp)ringa", "(st)rumpa".

### Kinesiska
Palatalisering och nasalisering av vokaler förekommer. Konsonantkluster i alla positioner orsakar problem vilket leder till både vokalinskott och konsonantbortfall.

### Ryska
Svensktalande med ryska som utgångsspråk har en tendens att reducera obetonade vokaler, ett drag de tar med sig från ryskan. De ryska mönstret för tonassimilation kan tillämpas i svenskan; ryskan har en regressiv tonassimilation där svenskan har en progressiv avtoning.

### Spanska
Spanskan har färre vokaler än svenskan vilket leder till att vokalsystemet blir reducerat. Skillnaden mellan kort och lång vokal brukar försvinna. Lång konsonant blir kort. Initiala vokalinskott och konsonantbortfall är vanliga, till exempel "eskola" och "(k)vinna". Initiala aspirerade klusiler blir oaspirerarde.

### Tyska
Obetonat [ɛ] i sista stavelsen har en tendens att falla bort som i "hand(e)n" och "kopp(e)n". När detta sker kan nasalen assimileras så att ett helt nytt ljud produceras (ex. banken blir bank[ŋ]). Lång konsonant brukar bli kort, men kan ofta uttalas av sydtyska österrikare och schweizare. Initiala klusiler före betonad vokal kan tappa sin aspiration, detta gäller dock inte nordtyskar. Finalt [r] kan ersättas av den tonlösa bilabiala frikativan [ɸ], detta gäller ej schweizare.

## Fotnoter
1. ↑  Bannert (1990), s. 63
2. ↑  Bannert (1990), s. 33-35
3. 1 2 3  Bannert, Robert (1990). På väg mot svenskt uttal. s. 33-35
4. ↑  Rosenquist (2007), s. 34
5. 1 2  Rosenquist (2007), s. 22
6. ↑  Bannert (1990), s. 112-113
7. ↑  Bannert (1990), s. 110-111
8. 1 2  Engstrand (2007), s. 102
9. ↑  Bannert (1990), s. 116–117
10. ↑  Bannert (1990), s. 130-131
11. ↑  Bannert (1990), s. 144-145
12. ↑  Bannert (1990), s. 156-157